# Ceira seacona
Ceira seacona är en fjärilsart som beskrevs av Swinhoe 1916. Ceira seacona ingår i släktet Ceira och familjen tandspinnare. Inga underarter finns listade i Catalogue of Life.